# ملعب كروك بارك

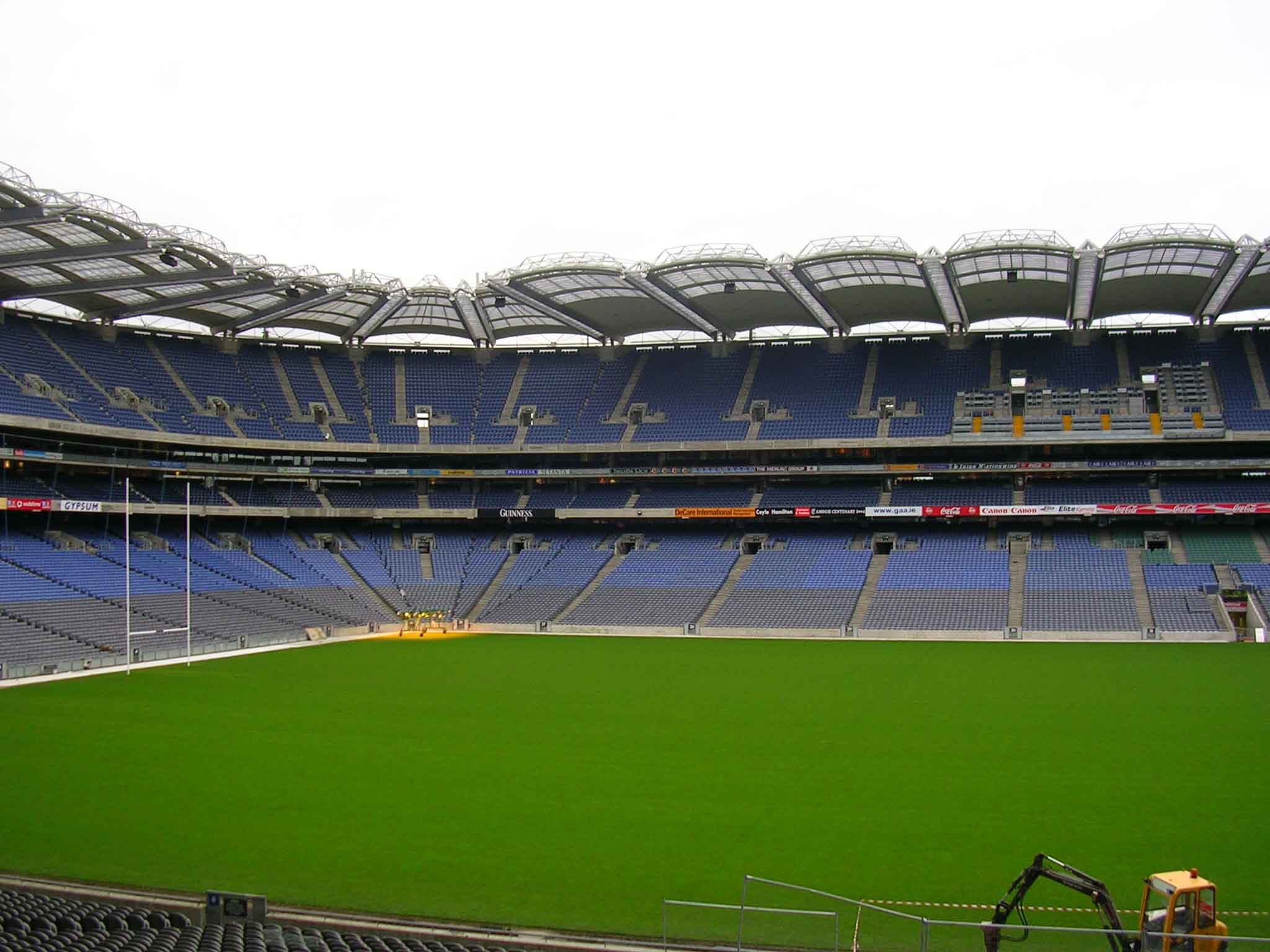

ملعب كروك بارك هو ملعب كرة القدم الغالية يقع في دبلن عاصمة جمهورية أيرلندا. افتتح الملعب سنة 1913، ويتسع لجلوس 82,300 متفرج. يعتبر الملعب الرئيسي للاتحاد الرياضي الغالي.

## مضمار السباق في المدينة والضواحي
المنطقة المعروفة الآن باسم Croke Park كانت مملوكة لموريس باترلي في ثمانينيات القرن التاسع عشر والمعروفة باسم City and Suburban Racecourse ، أو ملعب جونز رود الرياضي. من عام 1890 تم استخدامه أيضًا من قبل نادي بوهيميان لكرة القدم . في عام 1901 ، استضاف شارع جونز نهائي كأس الاتحاد الدولي لكرة القدم عندما هزم كليفتونفيل فري بوترز.

## التاريخ
وإدراكًا لإمكانيات ملعب جونز رود الرياضي ، اقترض الصحفي وعضو الرابطة الرياضية الغيلية، فرانك دينين ، اقترض السعر المطلوب البالغ 3250 جنيهًا إسترلينيًا واشترى الأرض في عام 1908. في عام 1913 ، حصلت الرابطة الرياضية الغيلية على ملكية حصرية للأرض عند شرائها من فرانك دينين مقابل 3500 جنيه إسترليني. ثم تمت إعادة تسمية الأرض باسم Croke Park تكريما لرئيس الأساقفة توماس كروك ، أحد رعاة لرابطة الرياضية الغيلية الأوائل.
في عام 1913 ، كان كروك بارك يحتوي على مدرجين . في عام 1917 ، تم تشييد تل عشبي في نهاية سكة حديد كروك بارك لمنح الرعاة رؤية أفضل للملعب. عُرفت هذه الواجهة في الأصل باسم Hill 60 ، وأعيد تسميتها لاحقًا إلى Hill 16 تخليداً لذكرى ثورة عيد الفصح عام 1916. يعتقد خطأ أنه تم بناؤه من أنقاض GPO ، عندما تم بناؤه في العام السابق في عام 1915.
كانت أعلى نسبة حضور سجلت على الإطلاق في نهائي بطولة كرة القدم لكبار أيرلندا بـ90،556 نسمة في مباراة Offaly ضد Down في عام 1961. منذ زيادة المقاعد إلى منصة في عام 1966 ، كان أكبر عدد تم تسجيله 84،516.

### الأحد الدموي
في 21 نوفمبر 1920 ، خلال حرب الاستقلال الأيرلندية ، كان كروك بارك مسرحًا لمذبحة من قبل الشرطة الأيرلندية الملكية . دخلت الشرطة ، بدعم من الفرقة المساعدة البريطانية ، الأرض وبدأت في إطلاق النار على الحشد ، مما أسفر عن مقتل أو إصابة 14 مدنياً بجروح قاتلة خلال مباراة كرة قدم غيلية بين دبلن وتيبيراري . وكان من بين القتلى 13 متفرجاً ولاعب تيبيراري مايكل هوجان. بعد وفاته ، تم تسمية جناح هوجان ، الذي تم بناؤه عام 1924 ، على شرفه. كانت عمليات إطلاق النار هذه ، في اليوم الذي أصبح يُعرف باسم الأحد الدامي ، بمثابة انتقام لقتل فرقة مايكل كولينز 15 شخصًا مرتبطين بعصابة القاهرة ، وهي مجموعة من ضباط المخابرات البريطانية ، في وقت سابق من ذلك اليوم.

### دبلن روديو
في عام 1924 ، نظم مروج مسابقات رعاة البقر الأمريكية ، تكس أوستن ، دبلن روديو دبلن ، أول مسابقات رعاة البقر المحترفة في أيرلندا في ملعب كروك بارك. لمدة سبعة أيام ، مع عرضين كل يوم من 18 أغسطس إلى 24 أغسطس ، شهدت عمليات البيع الحشود رعاة البقر ورعاة البقر من كندا والولايات المتحدة والمكسيك والأرجنتين وأستراليا يتنافسون على ألقاب بطولة مسابقات رعاة البقر. كان من بين المتسابقين ركاب برونزية كنديون مثل آندي لوند وشقيقه آرت لوند وراكبي الحيل مثل تيد إلدر، وفيرا ماكجينيس. صور البريطاني باث بعض أحداث مسابقات رعاة البقر.